# Jordan Todosey
Jordan Todosey (ur. 8 lutego 1995) – kanadyjska aktorka, najbardziej znana z roli w serialach Derek kontra rodzinka i Degrassi.
Transgenderowa postać Todosey w serii Degrassi, Adam Torres, jest jej najczęściej zauważaną. Aktorka wygrała w 2011 roku Gemini Award za najlepszy występ w programie dziecięcym lub młodzieżowym. Dwuczęściowy odcinek "My Body Is a Cage" z jej udziałem również został szeroko uznany.
Todosey grała Lizzie McDonald w serialu Derek kontra rodzinka oraz filmie Zwariowane wakacje; w jednym odcinku Punktu krytycznego; w Pacyfikatorze jako Firefly; a także w The Prize Winner of Defiance, Ohio jako Tuff Ryan w wieku 9 lat. Zagrała również w Santa Baby jako Amelia.

## Filmografia
| Rok          | Tytuł                              | Rola            | Uwagi                      |
| ------------ | ---------------------------------- | --------------- | -------------------------- |
| 2005         | Pacyfikator                        | Firefly         |                            |
| 2005         | The Prize Winner of Defiance, Ohio | Młoda Tuff Ryan |                            |
| 2005–09      | Derek kontra rodzinka              | Lizzie McDonald | 70 odcinków, postać główna |
| 2006         | Gwiazda od zaraz                   | Helen           | "Problem Child"            |
| 2006         | Santa Baby                         | Amelia          |                            |
| 2007         | Friends and Heroes                 | Sophia          | 13 odcinków (głos)         |
| 2007         | Kamienny anioł                     | Lottie          |                            |
| 2008         | Punkt krytyczny                    | Phoebe Swanson  | "First In Line"            |
| 2009–obecnie | Ola i jej zoo                      | Ola             | Główna rola (głos)         |
| 2010         | Zwariowane wakacje                 | Lizzie McDonald | Film telewizyjny           |
| 2010         | The Good Witch's Gift              | Jodi            | Film telewizyjny           |
| 2010–obecnie | Degrassi                           | Adam Torres     |                            |
| 2011         | Nowe gliny                         | Esther Sharpe   | "Heart & Sparks"           |
| 2012         | Secrets of Eden                    | Tina McBradden  | Film telewizyjny           |